# تصفيات كأس العالم للسيدات 1991
شهدت عملية تصفيات كأس العالم للسيدات 1991 تنافس 48 فريقًا من الاتحادات الستة في الفيفا للحصول على 12 مكانًا في نهائيات كأس العالم للسيدات 1991. تم تقسيم المقاعد على النحو التالي:
- أفريقيا - ممثلة من قبل CAF: 1 مقعد
- آسيا - AFC: 3 (واحد منهم المستضيف النهائي الصين، الذي لم يتأهل تلقائيًا)
- أوروبا - UEFA: 5
- شمال، أمريكا الوسطى والكاريبي - 1: اتحاد أمريكا الشمالية والوسطى والكاريبي لكرة القدم
- أوقيانوسيا - OFC: 1
- أمريكا الجنوبية - CONMEBOL: 1

كل الاتحادات استخدمت بطولتها الإقليمية لتحديد التأهل. استضافت الصين أيضًا عملية التأهل.
أُقيمت أول مباراة تأهيلية في 9 سبتمبر 1989، واختُتمت التصفيات في 14 يوليو 1991. تم تسجيل ما مجموعه 445 هدفًا في 111 مباراة تأهيلية، بمتوسط 4.01 هدف لكل مباراة.
انسحبت أربع فرق خلال التصفيات دون أن تخوض أي مباراة: الكونغو، السنغال، زامبيا، وزيمبابوي، وجميعها فرق أفريقية.

## الفرق المؤهلة

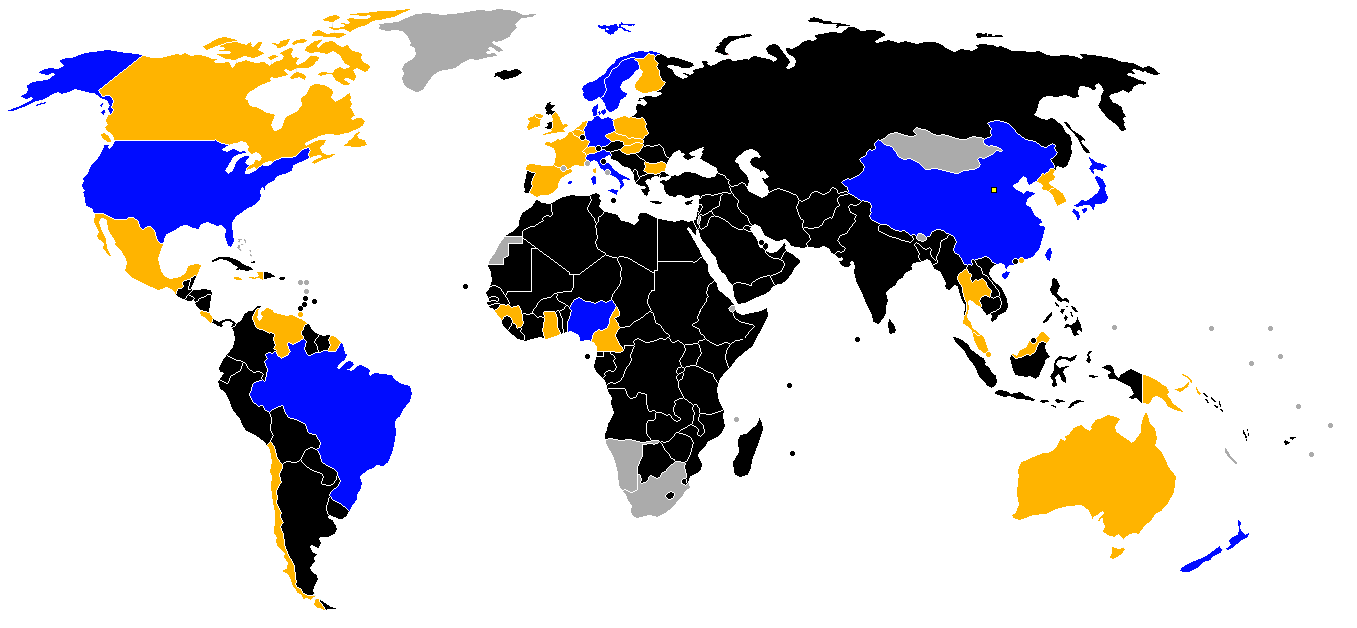
الوضع النهائي للتأهل
مؤهل لكأس العالم
فشل في التأهل
لم يشارك في كأس العالم
ليس عضواً في الفيفا

| - أفريقيا (CAF) - نيجيريا - آسيا (AFC) - الصين - تايبيه الصينية - اليابان - أمريكا الجنوبية (كونميبول) - البرازيل - أوقيانوسيا (OFC) - نيوزيلندا | - أوروبا (الاتحاد الأوروبي لكرة القدم) - الدنمارك - ألمانيا - إيطاليا - النرويج - السويد - أمريكا الشمالية والوسطى والكاريبي (كونكاكاف) - الولايات المتحدة |

## عملية التأهل
| الاتحاد القاري | الفرق التي بدأت | الفرق المُقصاة | الفرق المتأهلة | تاريخ بدء التصفيات | تاريخ انتهاء التصفيات |
| -------------- | --------------- | ------------- | -------------- | ------------------ | --------------------- |
| AFC            | 92              | 6             | 3              | 26 مايو 1991       | 8 يونيو 1991          |
| CAF            | 8               | 7             | 1              | 16 فبراير 1991     | 30 يونيو 1991         |
| CONCACAF       | 71              | 6             | 1              | 18 أبريل 1991      | 28 أبريل 1991         |
| CONMEBOL       | 3               | 2             | 1              | 28 أبريل 1991      | 5 مايو 1991           |
| OFC            | 3               | 2             | 1              | 17 مايو 1991       | 25 مايو 1991          |
| UEFA           | 18              | 13            | 5              | 9 سبتمبر 1989      | 14 يوليو 1991         |
| المجموع        | 48              | 36            | 12             | 9 سبتمبر 1989      | 14 يوليو 1991         |

- 1 بدأت 8 دول، لكن لم تكن مارتينيك مؤهلة للتأهل لكأس العالم، لأنها عضو فقط في CONCACAF وليست في FIFA.
- 2 تم اختيار الصين كدولة مضيفة بعد أن تأهلت للبطولة.

## عمليات التأهل للاتحاد

### أفريقيا (CAF)
(8 فرق تتنافس على مقعد واحد)
تأهل:  نيجيريا
الفريق الأفريقي الوحيد الذي تأهل لكأس العالم كان الفائز بـ بطولة أفريقيا للسيدات 1991، نيجيريا.
تم إقران الفرق الثمانية معًا في مباراتين خروج المغلوب. الفائزون في هذه المباريات تقدموا إلى الجولة الثانية، التي استخدمت نفس الشكل كما في الجولة الأولى. الجولة النهائية هي نهائي من مباراتين بين الفائزين الاثنين من الجولة الثانية. الفائز، نيجيريا تأهل إلى كأس العالم وفاز بالبطولة بفوزه على الكاميرون 6-0 في مجموع المباراتين.
الجولة النهائية
| الفريق الأول | إجم. | الفريق الثاني | مباراة الذهاب                            | مباراة الإياب                            |
| ------------ | ---- | ------------- | ---------------------------------------- | ---------------------------------------- |
| نيجيريا      | 6–0  | الكاميرون     | كأس أمم أفريقيا لكرة القدم للسيدات 1991 ‏ | كأس أمم أفريقيا لكرة القدم للسيدات 1991 ‏ |

### آسيا (AFC)
(9 فرق تتنافس على 3 مقاعد)
المتأهلون:  الصين –  تايبيه الصينية –  اليابان
بطولة 1991 AFC Women's Championship، التي تتكون من تسعة فرق، كانت بمثابة البطولة التأهيلية لـAFC.
الدور الأول تكوّن من مجموعتين، واحدة من أربعة فرق والأخرى من خمسة. تقدمت أفضل فريقين من كل مجموعة إلى الدور نصف النهائي. في الدور نصف النهائي، تقدم الفائزون إلى النهائي والذين خسروا خاضوا مباراة المركز الثالث. الفائز، الصين؛ الوصيف، اليابان؛ والمركز الثالث، الصينية تايبيه، تأهلوا إلى كأس العالم.
مرحلة خروج المغلوب
|  | نصف النهائي    | نصف النهائي |   |                | النهائي        | النهائي |  |
|  |                |             |   |                |                |         |  |
|  |                |             |   |                |                |         |  |
|  | الصين          | 1           |   |                |                |         |  |
|  | كوريا الشمالية | 0           |   |                |                |         |  |
|  |                |             |   |                |                |         |  |
|  |                |             |   |                |                |         |  |
|  |                |             |   |                | الصين          | 5       |  |
|  |                | اليابان     | 0 |                |                |         |  |
|  |                |             |   |                |                |         |  |
|  |                |             |   |                |                |         |  |
|  |                |             |   |                | المركز الثالث  |         |  |
|  |                |             |   |                |                |         |  |
|  | اليابان        | 0 (5)       |   | تايبيه الصينية | 0 (5)          |         |  |
|  | تايبيه الصينية | 0 (4)       |   |                | كوريا الشمالية | 0 (4)   |  |

تأهلت الصين واليابان وتايبيه الصينية لكأس العالم.

### أوروبا (UEFA)
(18 فريقًا يتنافسون على 5 مقاعد)
تأهلت:  الدنمارك –  ألمانيا –  إيطاليا –  النرويج –  السويد
الطبعة الرسمية الأولى من بطولة أوروبا لكرة القدم للسيدات كانت أيضا بمثابة بطولة الاتحاد الأوروبي لكرة القدم للتأهل لكأس العالم. من بين 18 فريقاً مشاركاً في البطولة، كانت الفرق المتأهلة هي الفرق الأربعة التي وصلت إلى نصف النهائي — الدنمارك، ألمانيا، إيطاليا، والنرويج — وأفضل خاسر في ربع النهائي، السويد، التي خسرت مواجهتها في ربع النهائي ذات المباراتين ضد إيطاليا بسبب هدف واحد خارج الأرض.
أقامَت بطولة أوروبا للسيدات حملة تصفيات خاصة بها. بدأت في سبتمبر 1989، وانتهت ببطولة نهائية بأسلوب "الأربعة الكبار" في الدنمارك، والتي أُقيمت في يوليو 1991، قبل أربعة أشهر فقط من كأس العالم.  
ألمانيا فازت بالبطولة بفوزها على النرويج 3–1 في الوقت الإضافي.
الجولة الثانية
| الفريق الأول | إجم. | الفريق الثاني | مباراة الذهاب | مباراة الإياب |
| ------------ | ---- | ------------- | ------------- | ------------- |
| النرويج      | 4–1  | المجر         | 2–1           | 2–0           |
| السويد       | 1–13 | إيطاليا       | 1–1           | 0–0           |
| الدنمارك     | 1–0  | هولندا        | 0–0           | 1–0 (a.e.t.)  |
| إنجلترا      | 1–6  | ألمانيا       | 1–4           | 0–2           |

- 3 تأهلت إيطاليا بناءً على قاعدة الأهداف خارج الديار؛ وتأهلت السويد لكونها أفضل خاسر في ربع النهائي.

مرحلة خروج المغلوب
|  | نصف النهائي | نصف النهائي |            |          | النهائي       | النهائي |  |
|  |             |             |            |          |               |         |  |
|  |             |             |            |          |               |         |  |
|  | النرويج     | 0 (8)       |            |          |               |         |  |
|  | الدنمارك    | 0 (7)       |            |          |               |         |  |
|  |             |             |            |          |               |         |  |
|  |             |             |            |          |               |         |  |
|  |             |             |            |          | النرويج       | 1       |  |
|  |             | ألمانيا     | 3 (a.e.t.) |          |               |         |  |
|  |             |             |            |          |               |         |  |
|  |             |             |            |          |               |         |  |
|  |             |             |            |          | المركز الثالث |         |  |
|  |             |             |            |          |               |         |  |
|  | ألمانيا     | 3           |            | الدنمارك | 2 (a.e.t.)    |         |  |
|  | إيطاليا     | 0           |            |          | إيطاليا       | 1       |  |

تأهلت الدنمارك، ألمانيا، إيطاليا، النرويج، والسويد لكأس العالم.

### أمريكا الشمالية والوسطى والكاريبي (CONCACAF)
(7 فرق تتنافس على 1 مركز) 5
متأهل:  الولايات المتحدة
بطولة كونكاكاف للسيدات 1991، رغم كونها مسابقة غير رسمية، حددت المتأهل الوحيد من كونكاكاف لكأس العالم – الفائز، الولايات المتحدة. أقيمت البطولة في بورت أو برانس، هايتي في أبريل 1991 وتكونت من 8 فرق.
مرحلة خروج المغلوب
|  | نصف النهائي      | نصف النهائي |   |                  | النهائي          | النهائي |  |
|  |                  |             |   |                  |                  |         |  |
|  |                  |             |   |                  |                  |         |  |
|  | كندا             | 6           |   |                  |                  |         |  |
|  | ترينيداد وتوباغو | 0           |   |                  |                  |         |  |
|  |                  |             |   |                  |                  |         |  |
|  |                  |             |   |                  |                  |         |  |
|  |                  |             |   |                  | الولايات المتحدة | 5       |  |
|  |                  | كندا        | 0 |                  |                  |         |  |
|  |                  |             |   |                  |                  |         |  |
|  |                  |             |   |                  |                  |         |  |
|  |                  |             |   |                  | المركز الثالث    |         |  |
|  |                  |             |   |                  |                  |         |  |
|  | الولايات المتحدة | 10          |   | ترينيداد وتوباغو | 4                |         |  |
|  | هايتي            | 0           |   |                  | هايتي            | 2       |  |

- 5 Martinique لم تكن عضوًا في FIFA

تأهلت الولايات المتحدة لكأس العالم.

### أوقيانوسيا (OFC)
(3 فرق تتنافس على 1 مقعد)
مؤهل:  نيوزيلندا
فقط ثلاث فرق شاركت في البطولة التي أقيمت في سيدني، أستراليا في مايو 1991: أستراليا، نيوزيلندا وبابوا غينيا الجديدة. لعبت الفرق في بطولة دوري حيث لعب كل فريق مبارتين ضد كل خصم، مع تأهل الفريق الذي حصل على المركز الأول.
تم تحديد المسابقة في النهاية من خلال فرق الأهداف، حيث انتهت المباريات بين أستراليا ونيوزيلندا بفوز واحد لكل جانب، وفاز كلا الفريقين بجميع المباريات ضد بابوا غينيا الجديدة.
الترتيب النهائي

### أمريكا الجنوبية (CONMEBOL)
(3 فرق تتنافس على 1 مقعد)
تأهل:  البرازيل
النسخة الأولى من Sudamericano Femenino (بطولة أمريكا الجنوبية للسيدات)، التي أقيمت في أبريل-مايو 1991 حددت المتأهل من كونميبول. فاز مستضيف البطولة البرازيل بالبطولة ومعها الحق في تمثيل أمريكا الجنوبية في كأس العالم.
المراكز النهائية
| Pos | الفريق   | لعب | فاز | تعادل | خسر | له | عليه | فارق | نقاط |
| --- | -------- | --- | --- | ----- | --- | -- | ---- | ---- | ---- |
| 1   | البرازيل | 2   | 2   | 0     | 0   | 12 | 2    | +10  | 4    |
| 2   | تشيلي    | 2   | 1   | 0     | 1   | 2  | 6    | −4   | 2    |
| 3   | فنزويلا  | 2   | 0   | 0     | 2   | 1  | 7    | −6   | 0    |

البرازيل تأهلت لكأس العالم.

## روابط خارجية
- الجداول والنتائج في RSSSF.com